# Schloss Miel

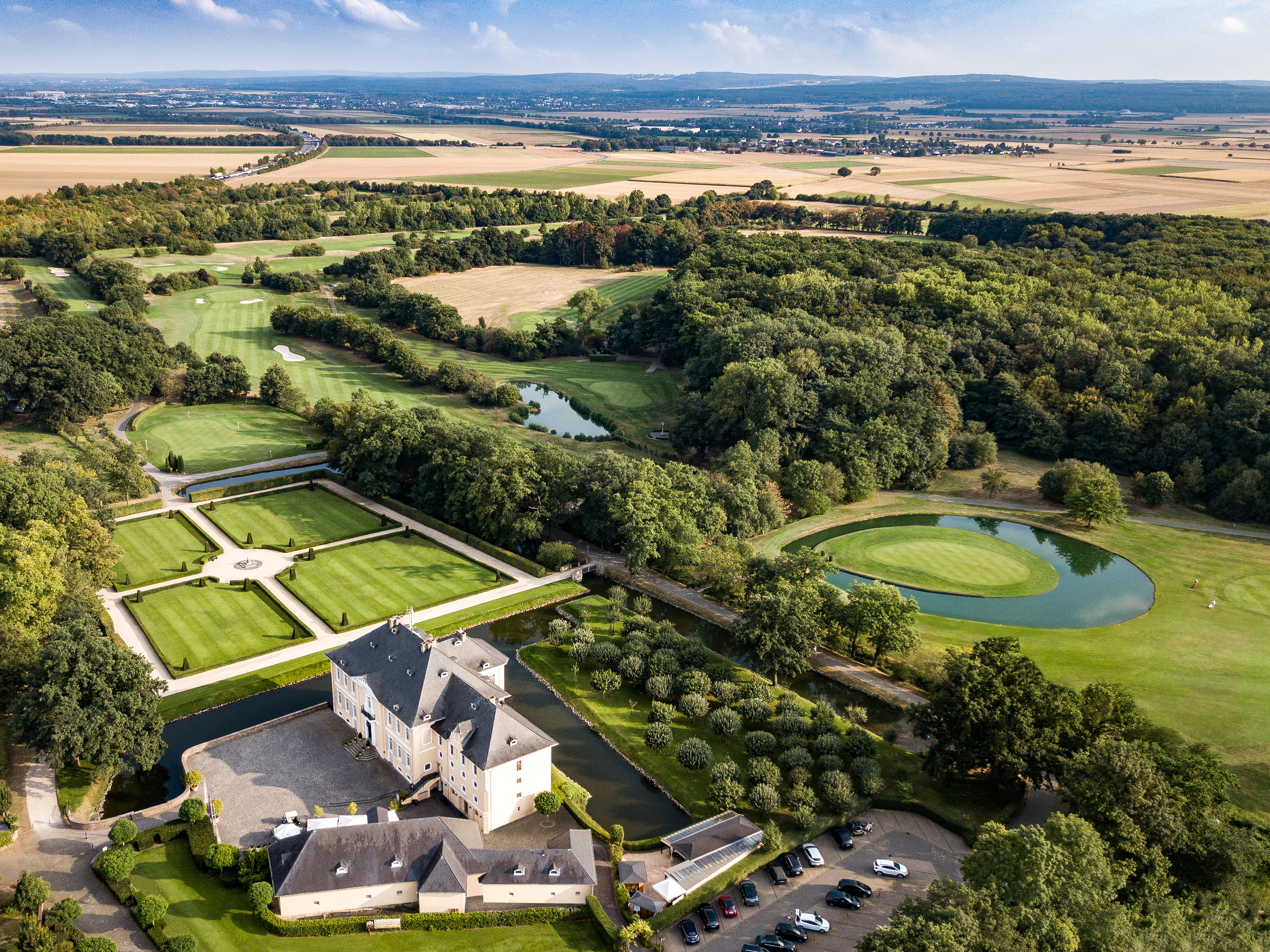
Vogelperspektive

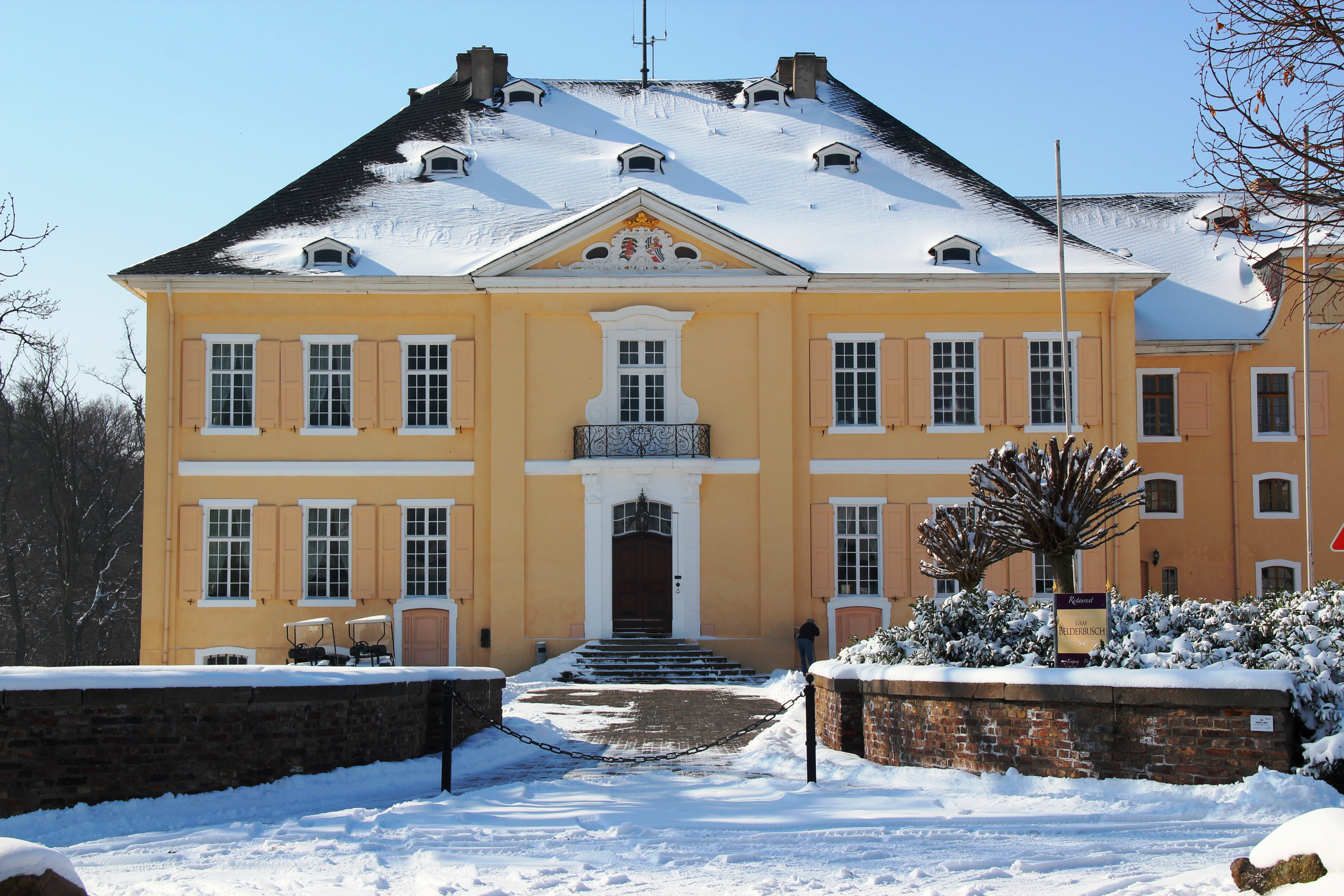
Schloss Miel im März 2013

Schloss Miel liegt im Ortsteil Miel der nordrhein-westfälischen Gemeinde Swisttal in der Voreifel.
Am Südostrand der Ville (Vorgebirge) liegen in einer Entfernung von etwa 16 km von Bonn und mit unmittelbarem Anschluss an die A 61 in der Swistniederung Dorf und Schloss Miel (Gemeinde Swisttal/ Rhein-Sieg-Kreis). In der Reihe der in der Peripherie der ehemaligen kurkölnischen Residenzstadt gelegenen Burgen und Schlösser (Gudenau, Odenhausen, Adendorf, Lüftelberg, Morenhoven, Heimerzheim usw.- sich fortsetzend in Richtung auf die Sommerresidenz Brühl) stellt Miel insofern eine Besonderheit dar, als für die hier befindlichen zwei Jahrhundert alten Herrensitz die von dem Vorgängerbau übernommene und bis heute verwendete Bezeichnung „Burg“ nicht zutrifft.

## Geschichte
An der Stelle eines älteren Wasserschlosses der Spies von Büllesheim errichtete 1767–1772 der kurkölnische Staatsminister und wahre Regent Kurkölns unter Kurfürst Max Friedrich, Caspar Anton von Belderbusch, nach Plänen von Johann Georg Leydel einen barocken Schlossbau. Seit 1782 zum Reichsgraf von Belderbusch erhoben, lebte er bis zu seinem Tode im Jahr 1784 auf dem Schloss Miel, seinem persönlichen Refugium. Der Bau ist einem französischen Jagdschloss im Stil von Ludwig XIV. nachempfunden. Wegen einer amourösen Liaison des Staatsministers mit der Äbtissin des Damenstifts Vilich, Caroline von Satzenhofen, gab es für diese im Schlossbau ein Zimmer.
Das Schloss ist mit – der vorgesehenen Nutzung entsprechenden – geringen Abänderungen in der Form einer Maison de Plaisance errichtet worden, wie sie für die ehrgeizigeren Landschlossbauten des IX. Jh. verbindlich war und im Rheinland in mehreren Beispielen erhalten ist (Falkenlust in Brühl ab 1729, Rösberg in Bornheim 1730, Jägerhof in Düsseldorf 1748, Arff in Köln-Worringen 1750, Türnich in Kerpen 1757, Wahn in Köln 1759).
Seit der Ausstellung Riss im Himmel im Jahr 2000 kann das Innere des damals tiefgreifend renovierten Lustschlosses (mit beachtenswerter Ausstattung) besichtigt werden. Besonders bedeutend ist der Gartensaal mit den Wandgemälden des Bonner Hofmalers François Rousseau.
Heute wird das Schloss mit Nebengebäuden von einem Golfclub und einem Restaurant genutzt.